# Louis-Urbain Aubert de Tourny
Pour les articles homonymes, voir Tourny (homonymie) et Aubert.
Louis-Urbain Aubert, marquis de Tourny, baron de Naly, né aux Andelys le 16 mai 1695, et mort à Paris le 28 novembre 1760, est un administrateur français du XVIIIe siècle. Intendant de Guyenne pendant 14 ans, il œuvra à la transformation de Bordeaux, dans la continuité de l'intendant Boucher.

## Biographie

### Origines et famille
Louis-Urbain Aubert, né aux Andelys le 16 mai 1695, est le fils d'Urbain Aubert, chevalier, marquis de Tourny, seigneur de La Falaize, Carcassonne, Mercey et autres lieux, receveur général des Finances de la généralité de Caen, puis président en la cour des comptes, aides et finances de Normandie (office n° 1 entre le 30 juillet 1708 et avril 1723), et de sa femme Marie-Anne Le Tellier.
Sa sœur, Marie Catherine, épouse le comte de Grancey, chef d'escadre des armées navales. Cette union est sans descendance survivante, et le comté de Grancey reste attaché aux marquis de Tourny.

### Carrière

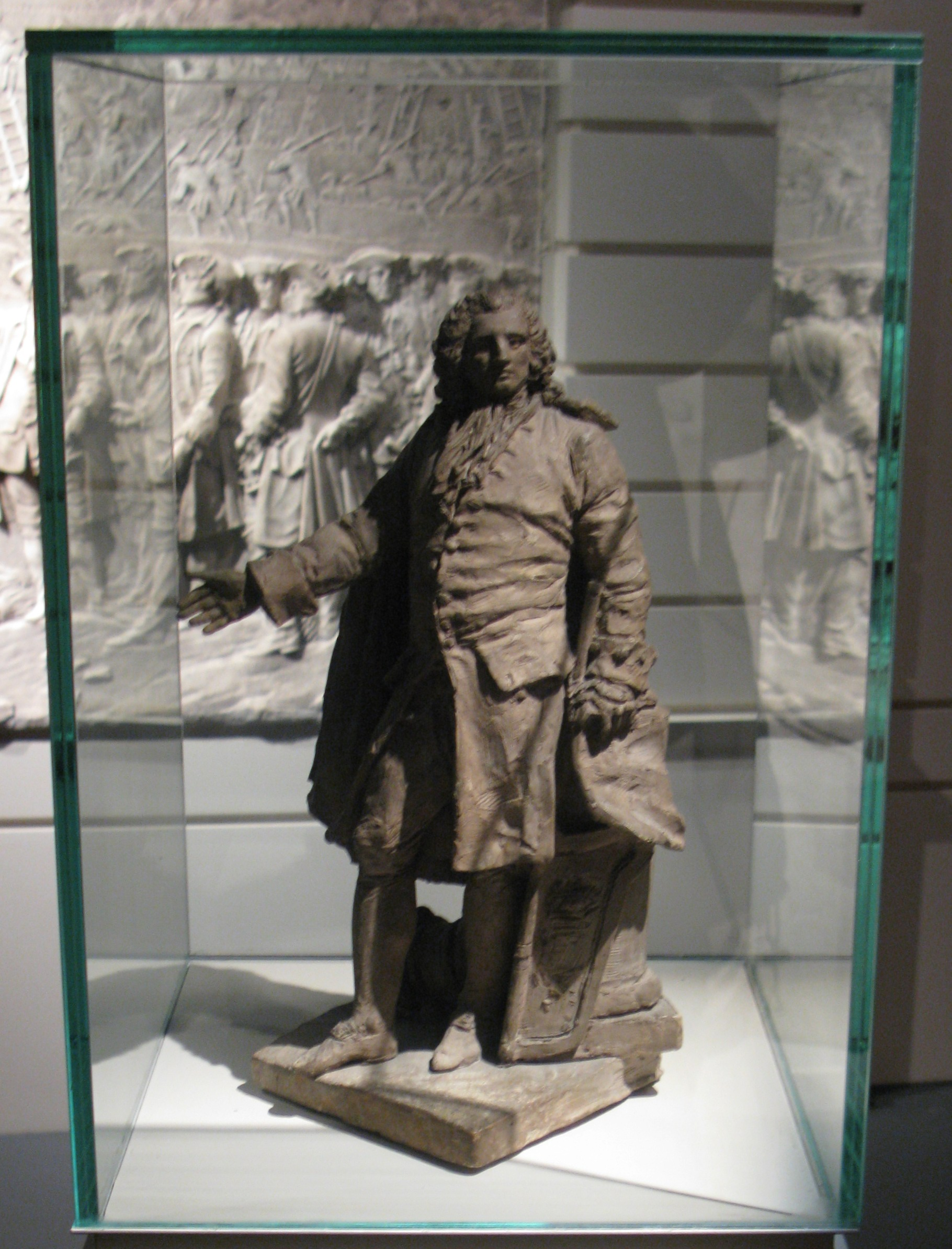
Le marquis de Tourny par Joseph Charles Marin, exposé au musée d'Aquitaine.

Après une belle carrière classique dans la haute robe qui le voit se hisser de conseiller au Châtelet en 1714, puis au Grand conseil en 1717, jusqu'à la charge de maître des requêtes au Conseil d'État en 1719, il est nommé intendant à Limoges en décembre 1730. Il est chargé par le roi Louis XV de l'achat de la vicomté de Turenne en 1738.
En 1743, il devient intendant de Guyenne. Son activité concerne Libourne, Périgueux, Marmande, et surtout Bordeaux. Dans cette ville, il embellit les quais sur la Garonne, fait aménager des places, ouvrir des avenues et crée un jardin public.
Lorsqu'un siècle plus tard le jeune baron Haussmann fut préfet de la Gironde, entre 1851 et 1853, il observa avec attention les méthodes de modernisation urbaine et les montages juridiques qu'Aubert avait mis en place à Bordeaux et s'en inspira pour les travaux qu'il effectua ensuite à Paris comme préfet de la Seine.
Après avoir résilié ses fonctions d'intendant de Guyenne en 1757, il est nommé conseiller d'État en 1757.

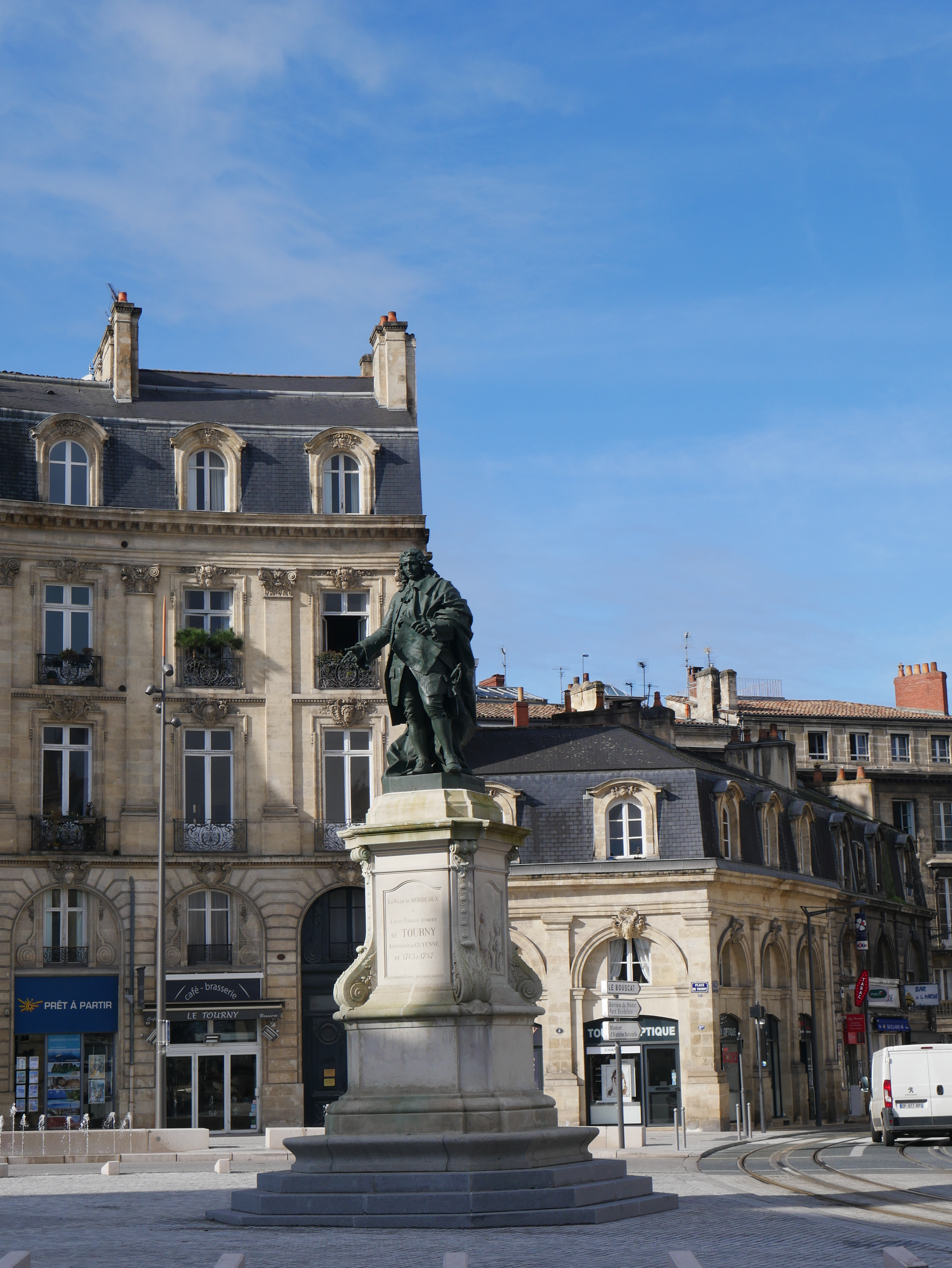
Statue de Louis-Urbain-Aubert de Tourny sur la place de Tourny.

### Vie familiale et descendance
Il épouse en 1721 Jeanne Claude Cherouvrier (+ mars 1746 à Bordeaux à 50 ans). De leur union naissent trois fils et une fille : 
- Claude Louis Aubert de Tourny (1722-1760 décédé à Suresnes, enterré au couvent de Sainte-Aure à Paris) avocat général au Grand Conseil, puis maître des requêtes, intendant de Guyenne à la suite de son père de 1757 à 1760[7], sans alliance ;
- Catherine Marie Félicité Aubert de Tourny (1725-1753), pensionnaire dans les couvents de la Visitation de Limoges puis de la rue St-Jacques à Paris, enfin religieuse au couvent (des Bénédictines) du Calvaire du Luxembourg à Paris[8]
- Bernard Augustin Aubert de Tourny, dit abbé de Tourny, docteur en théologie de la faculté de Paris, chanoine de l’Église de Paris, vicaire général de l’évêque de Blois (1760);
- Jean Louis Aubert de Tourny (1735-1787) lieutenant général des armées, dit le chevalier de Tourny, puis à partir de 1762 le marquis de Tourny, qui épouse en 1755 Antoinette Bénigne Bouhier de Lantenay, fille d'un président au parlement de Bourgogne.

## Hommages
Plusieurs voies ont reçu le nom de Tourny en hommage à l'intendant : à Bordeaux (Place Tourny, allées de Tourny), cours Tourny (maintenant cours Clemenceau) ; à Périgueux (allées de Tourny) ; à Libourne (Cours Tourny), à Limoges (rue Porte Tourny et Carrefour Tourny).
Une première statue en marbre est érigé place Tourny en 1825, l’œuvre de Joseph Charles Marin. Cette statue est remplacée par une statue en bronze en 1900, œuvre de Gaston Leroux.